# Marjan Ciglič
Marjan Ciglič était un photographe yougoslave puis slovène.

## Biographie
Entre 1958 et 1998, il travailla principalement pour le quotidien Dnevnik (Slovenia) (en) et l'hebdomadaire Nedeljski dnevnik (sl).

## Galerie
Sur les photos, les marquages sont ceux du Musée de l'histoire contemporaine de la Slovénie (sl)

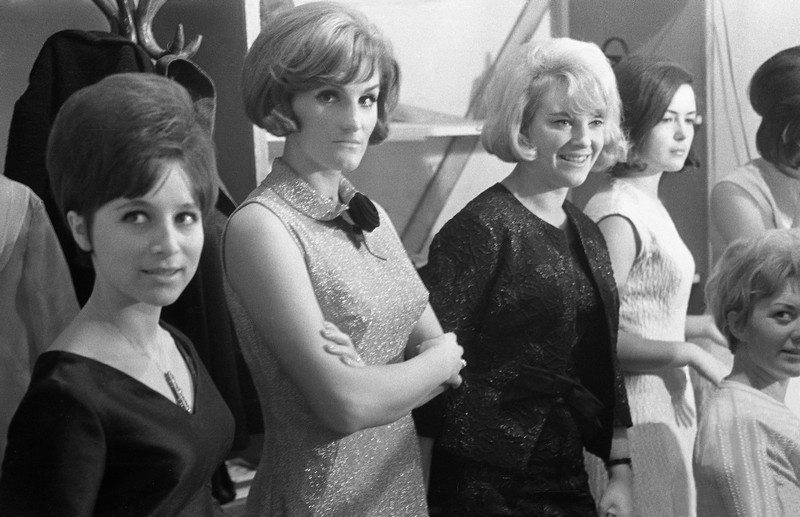
Festival de la chanson d'Opatija en 65 : Berta Ambrož, Majda Sepe et Elda Viler (sl)
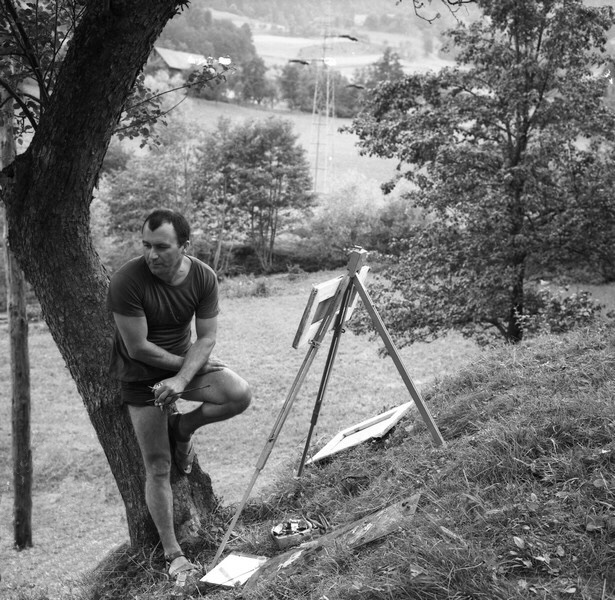
France Slana, peintre, en juillet 1965
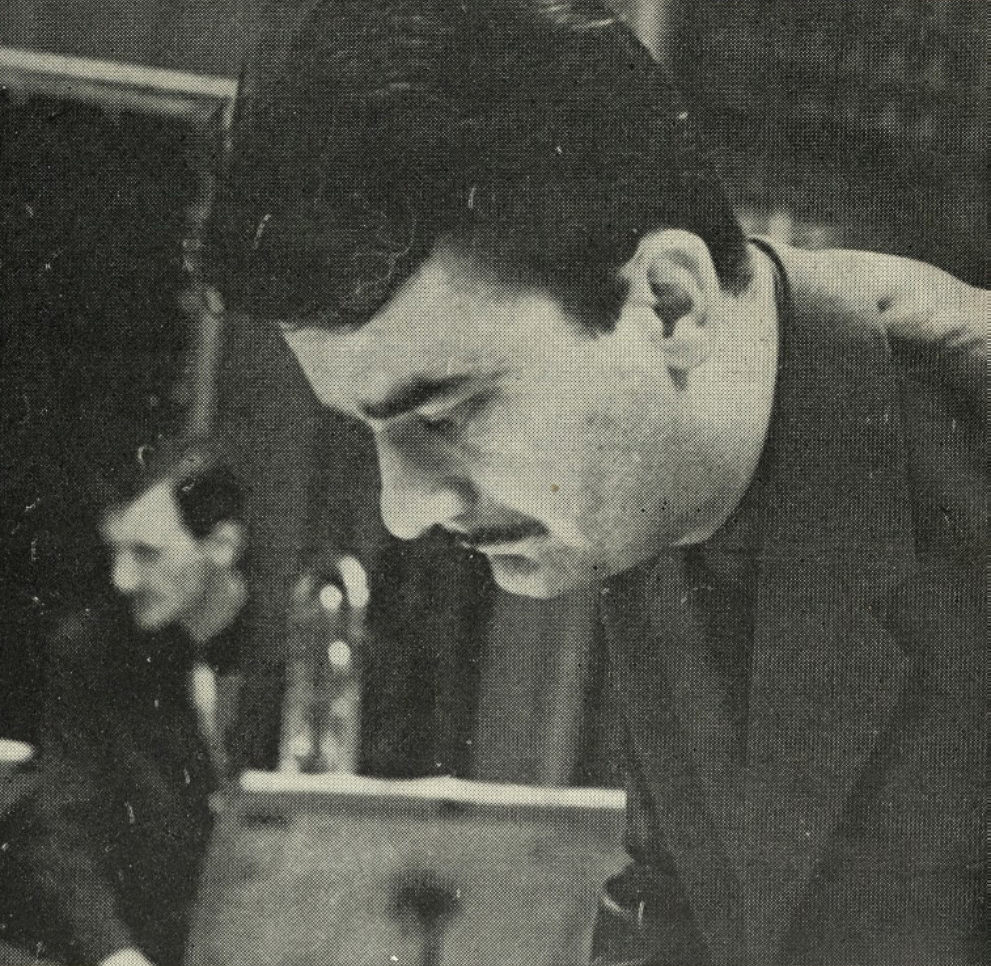
Jože Privšek (en), 1966
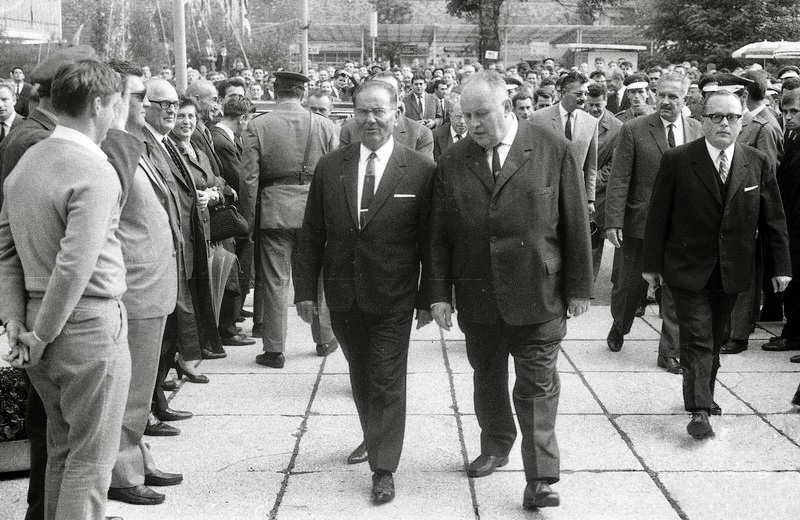
Tito en visite à Ljubljana, 1966

Photo de rue
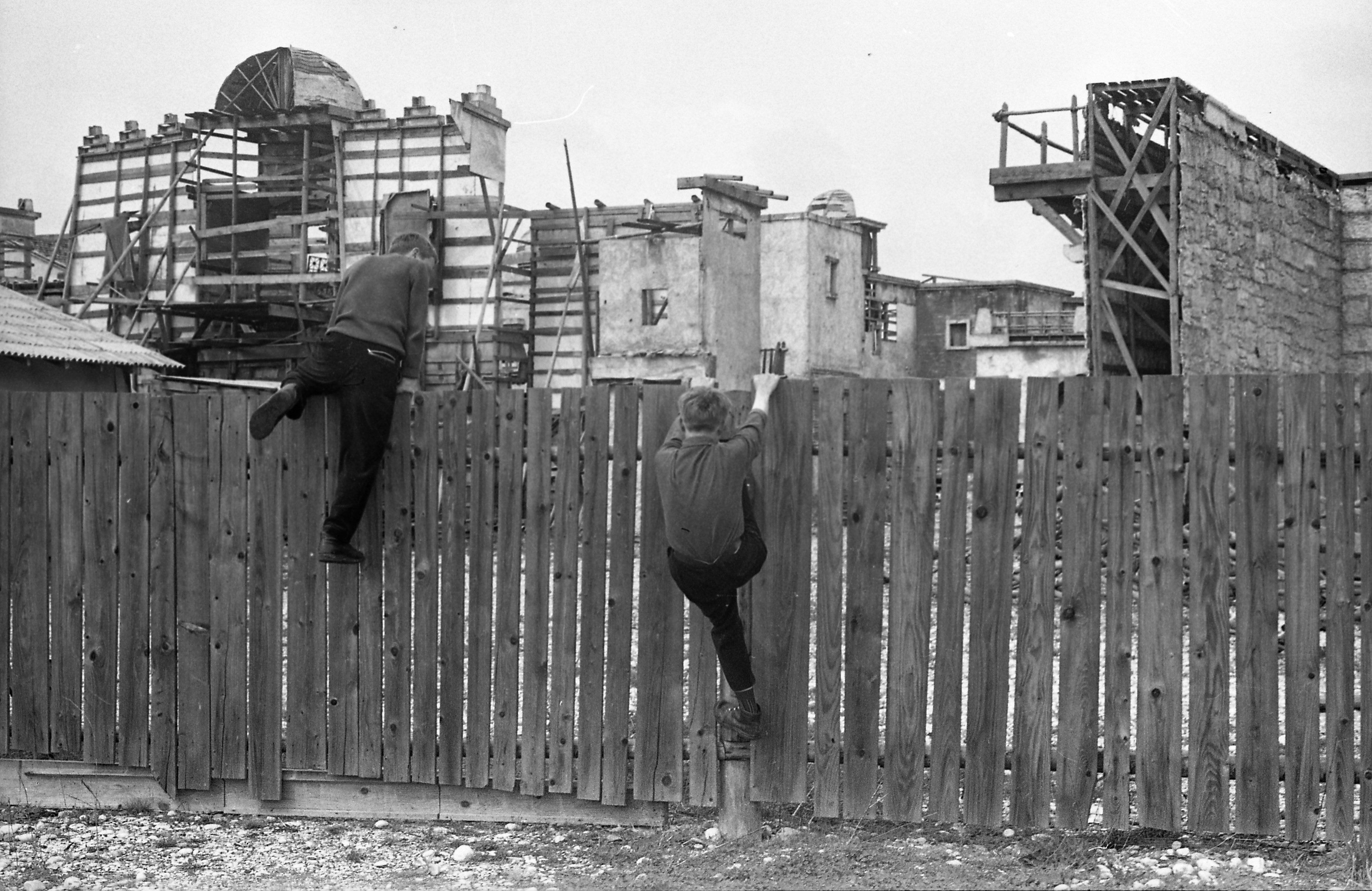
(Pas tout à fait) une ville abandonnée
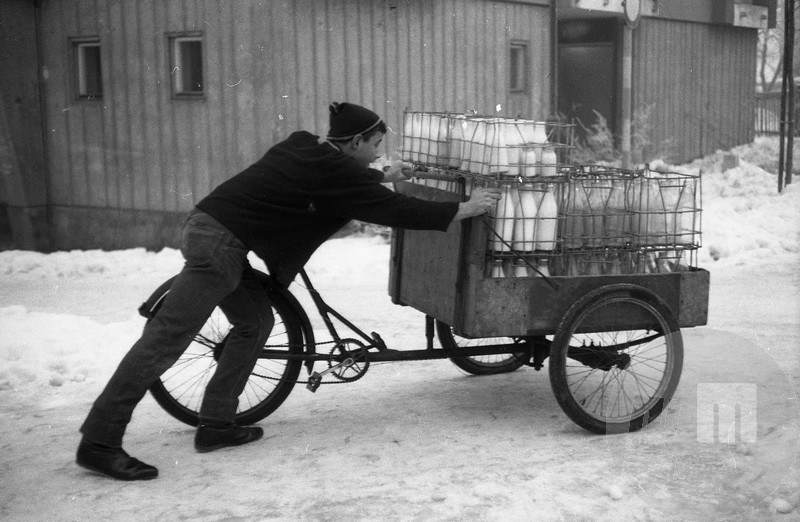
Distributeur de lair à Ljubljana, 1965
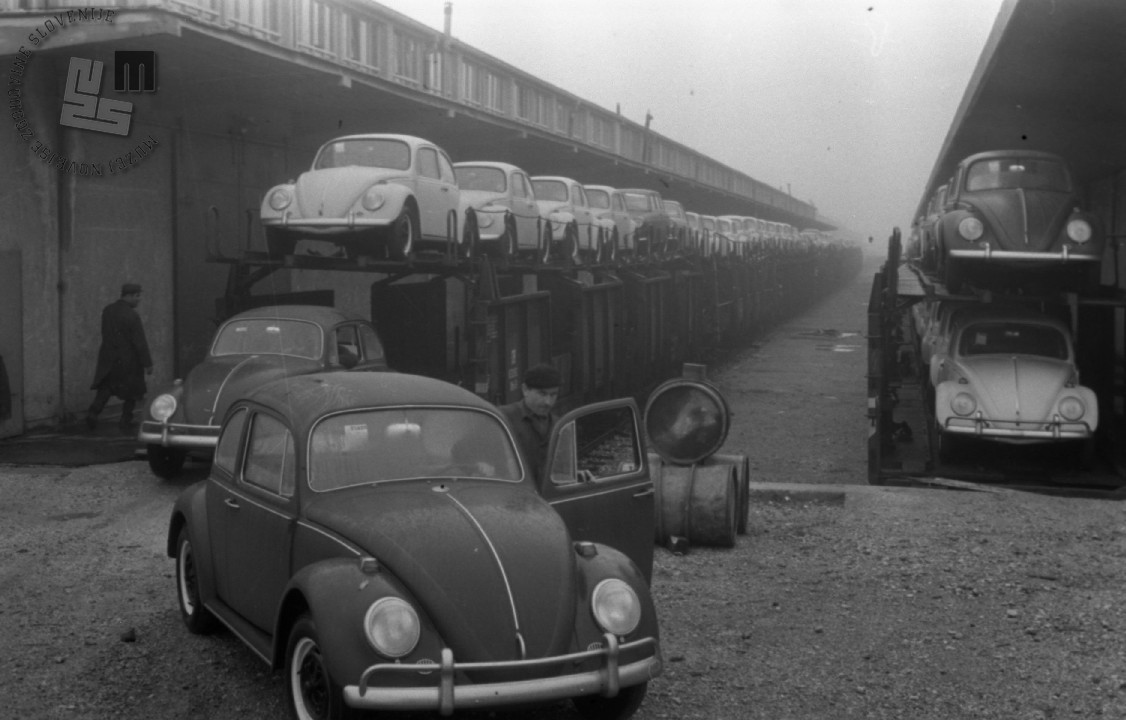
Ljubljana, 1966
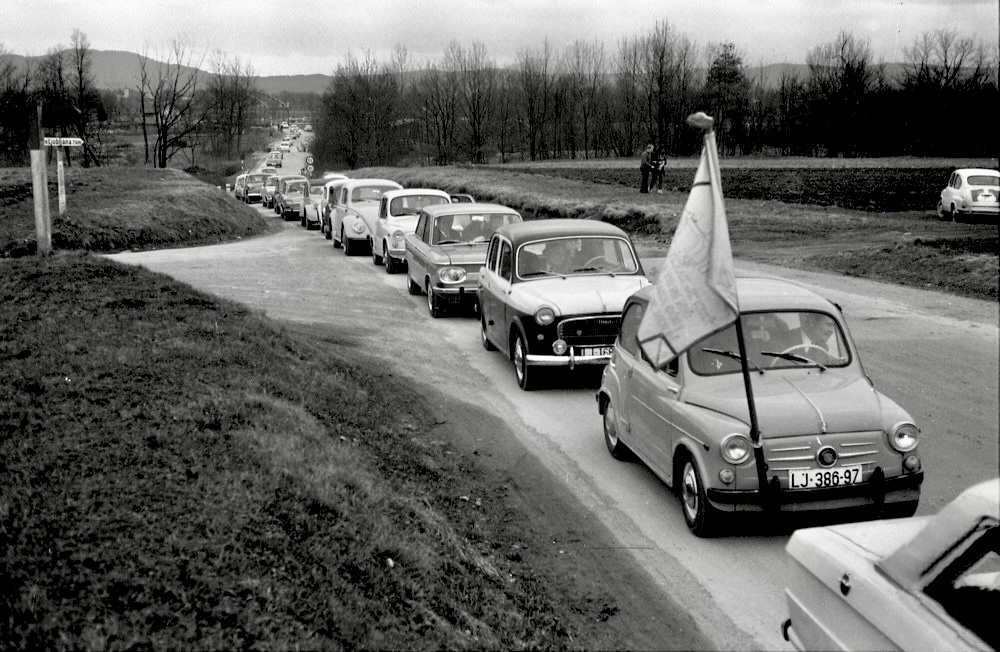
Voyage vers Domžale, 1967
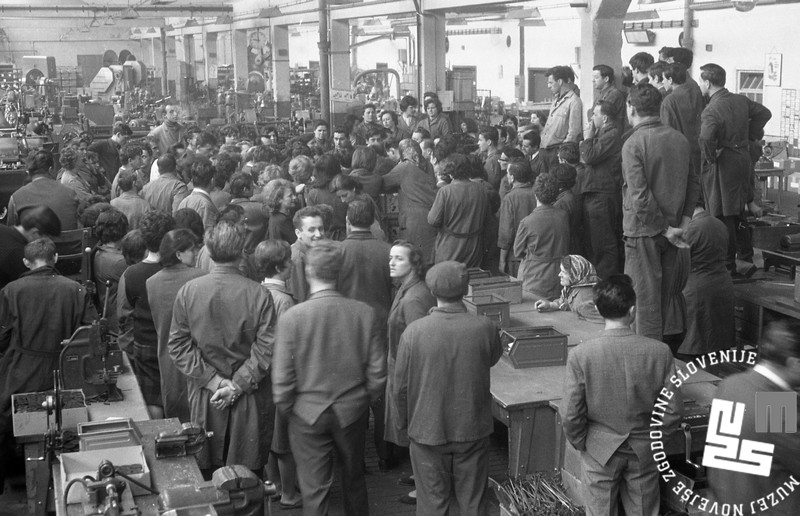
Réunion dans une usine de Maribor, mai 1967